# Canon (artillerie)
Pour les articles homonymes, voir Canon.
 (août 2015).
Si vous disposez d'ouvrages ou d'articles de référence ou si vous connaissez des sites web de qualité traitant du thème abordé ici, merci de compléter l'article en donnant les références utiles à sa vérifiabilité et en les liant à la section « Notes et références ».

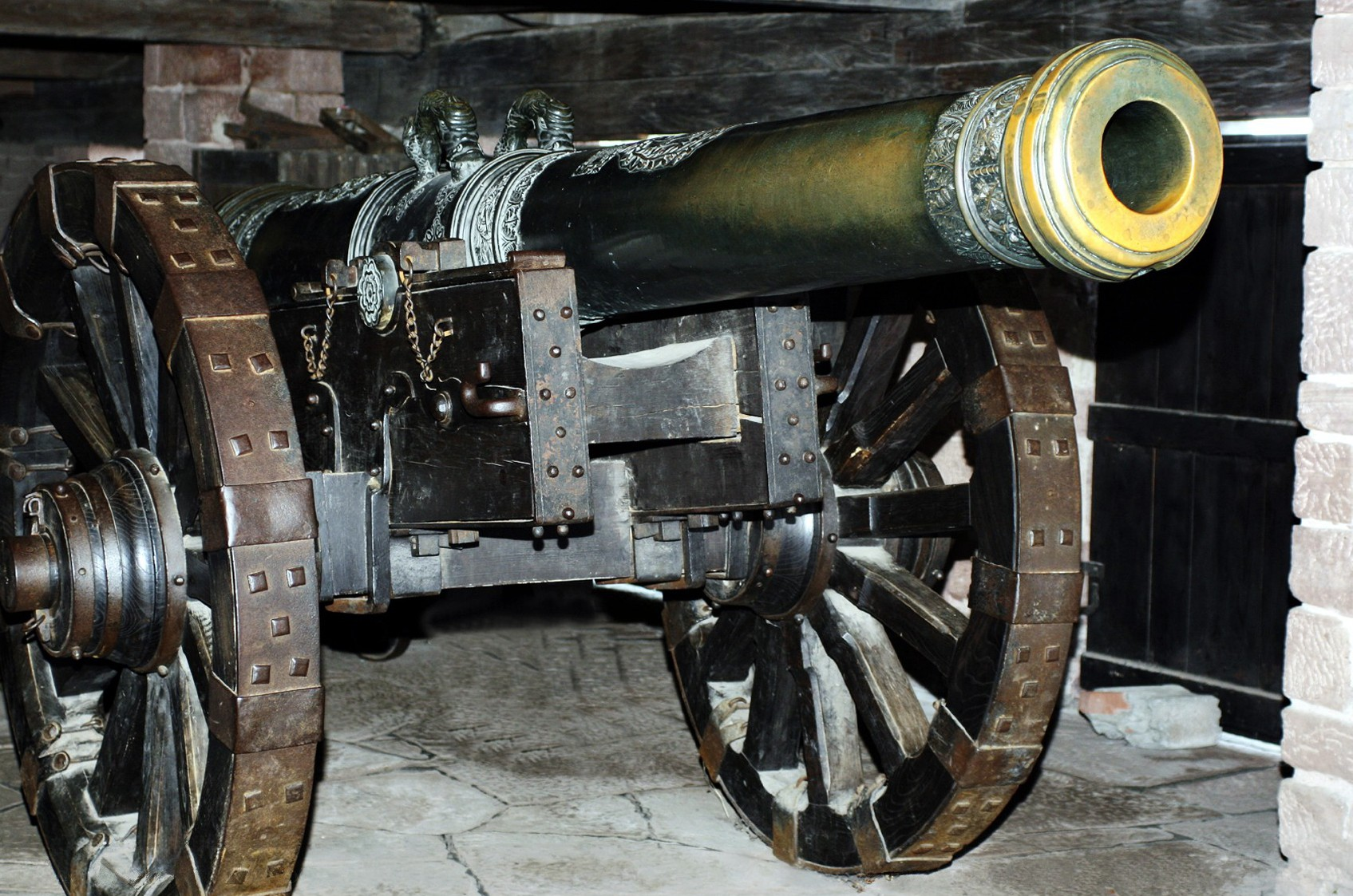
Un canon du XVIIe siècle, exposé au château du Haut-Koenigsbourg.

Un canon désigne depuis le XIVe siècle toute pièce d'artillerie utilisant de la poudre noire ou autre source d'énergie propulsive pour lancer un projectile, qu'il soit explosif ou non. Le mot « canon » est dérivé de plusieurs langues, sa définition originale peut être traduite par « tube », « canne » ou « roseau », à partir du latin canna de même sens.
La principale caractéristique d'un canon est son calibre, sachant que conventionnellement on ne parle de canon qu'à partir d'un calibre d'au moins 20 mm, et que les plus gros canons fabriqués ont des calibres qui s'approchent d'un mètre. Le canon n'est pas une arme portative et il est inutilisable sans être monté sur affût qui permet de le déplacer et le pointer, et absorbe le recul considérable ; pour les plus gros, seul un wagon de chemin de fer ou un navire peut les supporter. Une autre caractéristique importante est le rythme de tir, certains canons modernes étant des canons mitrailleurs. Les projectiles que tire un canon sont très variés, de la simple masse inerte dont l'effet réside entièrement dans son énergie cinétique jusqu'à un véritable missile en passant par toute une gamme d'obus ; selon le mode opératoire un canon peut recevoir un nom spécifique comme « mortier » ou « obusier ».
Les canons sont largement connus comme l'ancêtre du pistolet et de l'artillerie, avant que les premières armes à feu ne soient inventées.

## Histoire
Le canon peut se développer à partir de l'invention de la poudre noire, qui sert d'abord comme incendiaire et explosif. Il faudra du temps pour en faire un propulsif capable de mettre en mouvement un projectile, et ce n'est que pendant la dynastie Song (Xe-XIIIe siècle), en Chine, qu'apparaissent les premiers canons. Leur fabrication fait l'objet de nombreux tâtonnements tant sur le choix du matériau (bambou, fer, fonte, bronze…) que de la méthode (forgeage, assemblage de barres cerclées comme une barrique, moulage…) mais assez rapidement c'est le moulage du bronze en une seule pièce suivi d'un perçage qui s'impose, jusqu'à la révolution industrielle. Soumis à une explosion interne, les premiers canons sont détruits voire explosent après quelques dizaines de coups, mais les progrès permettent de les faire tirer des centaines de coups. Ils restent une arme coûteuse, accessible seulement aux plus riches seigneurs et aux rois dont ils constituent l'argument ultime. 

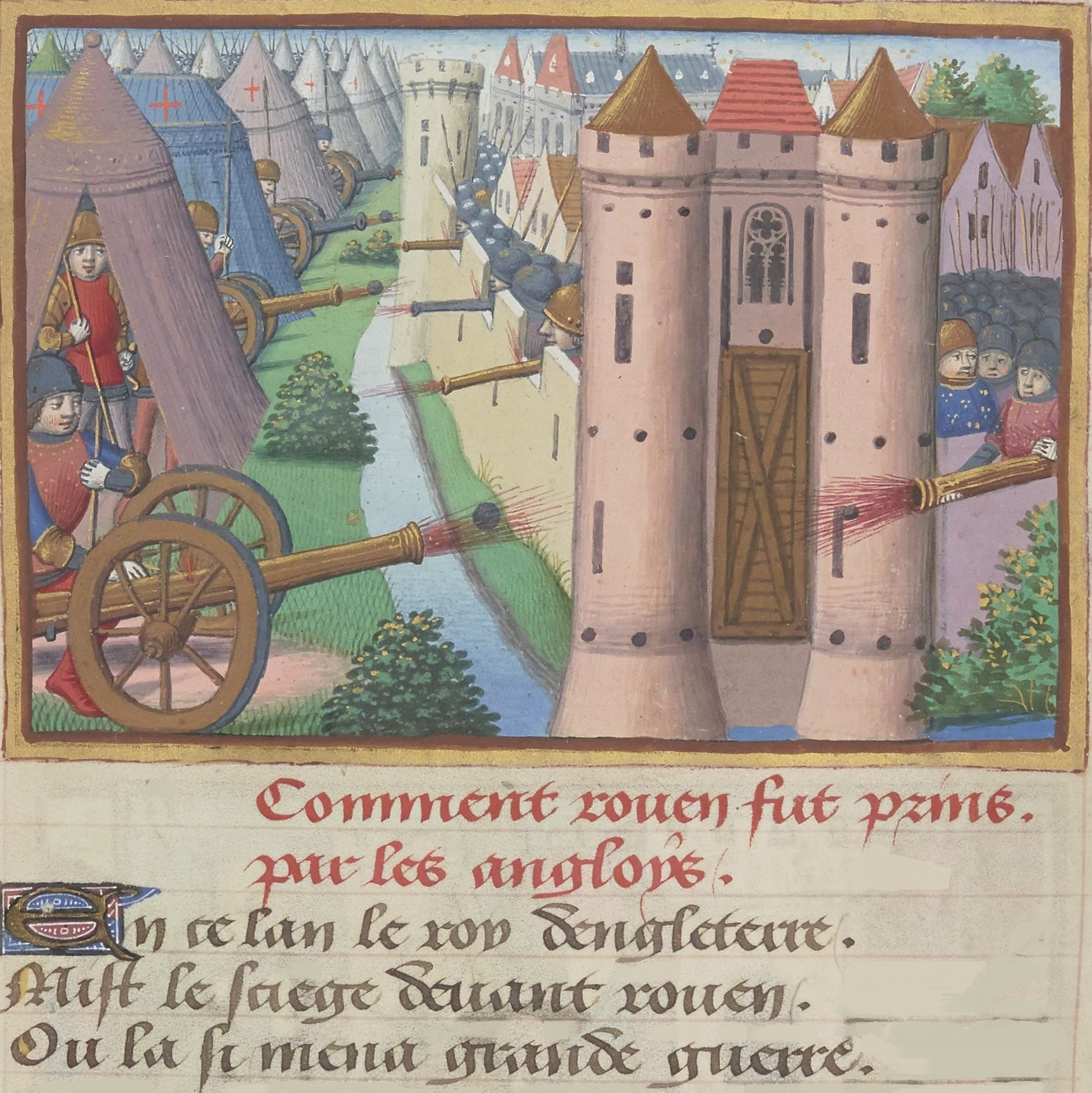
Le XVe siècle marque le passage de la bombarde médiévale en fer forgé, à boulets de pierre au canon moderne en bronze, à boulets de fer.

Grâce à leur efficacité redoutable, ils révolutionnent d'abord la guerre de siège, en remplaçant rapidement les précédents engins lançant des projectiles et en rendant obsolètes les fortifications médiévales, puis la guerre maritime, et enfin le champ de bataille à partir de la bataille de Castillon (1453). 
Au Moyen-Orient, Houlagou Khan amène l'innovation en provenance de Chine lors de sa conquête de l'Irak et de la Syrie à partir de 1255 pour le compte de l'Empire mongol. Lors de la bataille de Bagdad (1258) la présence d'un corps de mille artilleurs chinois est noté. Le canon à main aurait été utilisé en 1260 au Proche-Orient pendant la bataille d'Aïn Djalout entre le sultanat mamelouk et les Mongols.

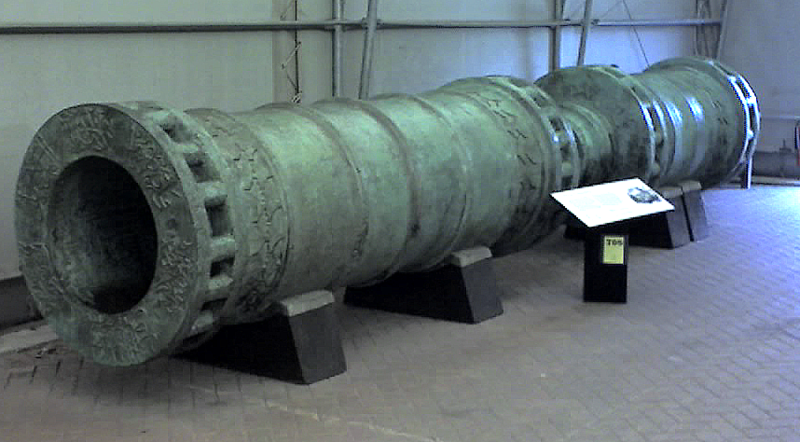
Canon géant turc, de bronze, dit « canon des Dardanelles », tel qu'utilisé pour le siège de Constantinople en 1453.

Le premier canon d'Europe est utilisé dans la péninsule Ibérique, vers le milieu du XIIIe siècle. C'est pendant cette période de l'artillerie médiévale que le canon devient habituel car plus efficace dans les rôles d'anti-infanterie et d'armes de siège. Après le Moyen Âge, la plupart des canons larges sont abandonnés au profit d'engins plus petits donc plus facilement manœuvrables. À partir de 1450, les progrès de la fonderie et de l'usinage permettent de remplacer les canons en fer forgé (longues barres de fer soudées côte à côte et cerclées d'anneaux de fer forgé), fragiles, pesants et peu efficaces (ils tirent des boulets de pierre à seulement quelques centaines de mètres), par des canons en bronze coulé, fiables, mobiles et efficaces (le diamètre intérieur de leur âme est rectifié par des techniques d'alésage, permettant d'améliorer considérablement la portée efficace — entre 800 à 1 200 m au cours des siècles suivants — et la précision du tir). En complément, technologies et tactiques adaptées à leur usage se sont développées, rendant obsolètes la plupart des défenses (exemple, les mâchicoulis, les créneaux, les douves…) ; cela mena à la construction de bastions, construits de façon à soutenir des bombardements d'artillerie. Malgré tout, ceux-ci, ainsi que les tours Martello, se trouvent également dépassés quand les munitions explosives et perçantes rendent vulnérables ces fortifications.
Les canons transforment aussi les batailles navales pendant le début de la période moderne, avec les Européens profitant de leur puissance de feu. Avec le perfectionnement des canons, leur précision et leur puissance destructrice s'améliorent considérablement et devinrent plus mortels que jamais, autant pour l'infanterie qui devaient créer de nouvelles tactiques, que pour les navires ou les bâtiments terrestres qui devaient se renforcer. Durant la Première Guerre mondiale, l'artillerie cause les 3/4 des pertes militaires, justifiant l'expression « chair à canon » ; elle fut aussi grandement utilisée pendant la Seconde Guerre mondiale, même si l'utilité des armes de gros calibres a diminué avec le développement du bombardement par avion puis les missiles.

## Canon de marine
En matière maritime, l'artillerie navale revêt une importance spéciale, entre les XVIe et XIXe siècles. Les navires à voile (puis à vapeur) avaient comme artillerie des canons de calibre plus ou moins important. Les canons sont organisés en batteries, sur un pont principal et éventuellement un pont de batterie. Les différents calibres des canons embarqués se mesurent suivant le poids du boulet envoyé : 6 livres, 8, 9, 12, 18, 24, 32 et enfin 36 livres, plus gros calibre à être embarqué sur des navires à voile. Les canons sont retenus au navire pour compenser le recul par des sortes de cordes, appelées bragues, qui les maintiennent contre le bordé du navire.
À partir du XVIIe siècle, les canons de marine sont en alliage de fer et non plus en bronze : cela permet soit de réduire le poids pour un même calibre, soit d'augmenter le calibre pour un même poids, du fait de la plus grande résistance mécanique et de la plus faible masse volumique de l'alliage de fer par rapport au bronze. Néanmoins, le fer avait un énorme désavantage par rapport au bronze, il explosait — tuant ou blessant gravement les gens à proximité — alors que le bronze crevait, ce qui rendait certes le canon inutilisable mais moins dangereux pour les servants.
Les pièces d'artillerie navale préindustrielles utilisaient divers projectiles selon l'objectif visé lors d'un affrontement entre navires. Ils employaient, mis à part les boulets de fonte servant à détruire la coque des vaisseaux, des boulets liés par une chaîne pour briser les mâts et de la mitraille (biscaïens, plombs, clous, etc.) pour éliminer l'équipage adverse sans infliger trop de dommages au navire lui-même

## Canons remarquables
- Canon de 75 mm
- Canon de 88 mm
- Grosse Bertha
- Canon Dora
- Pariser Kanonen
- Canon Gribeauval
- Canon Archer
- La Consulaire

## Galerie

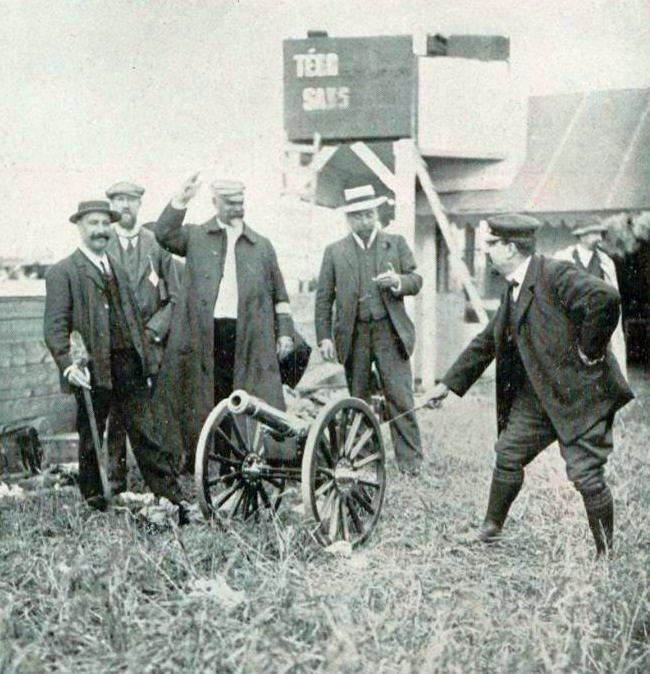
Grand Prix de l'ACF 1908, deux coups de canon à cinq minutes d'intervalle donnent le départ des concurrents.
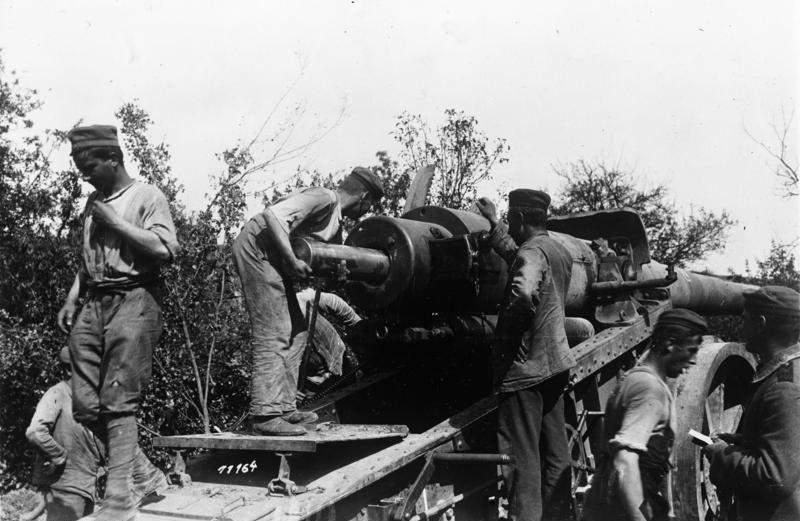
Chargement d'un obus dans un canon allemand, sur le front ouest en 1914.
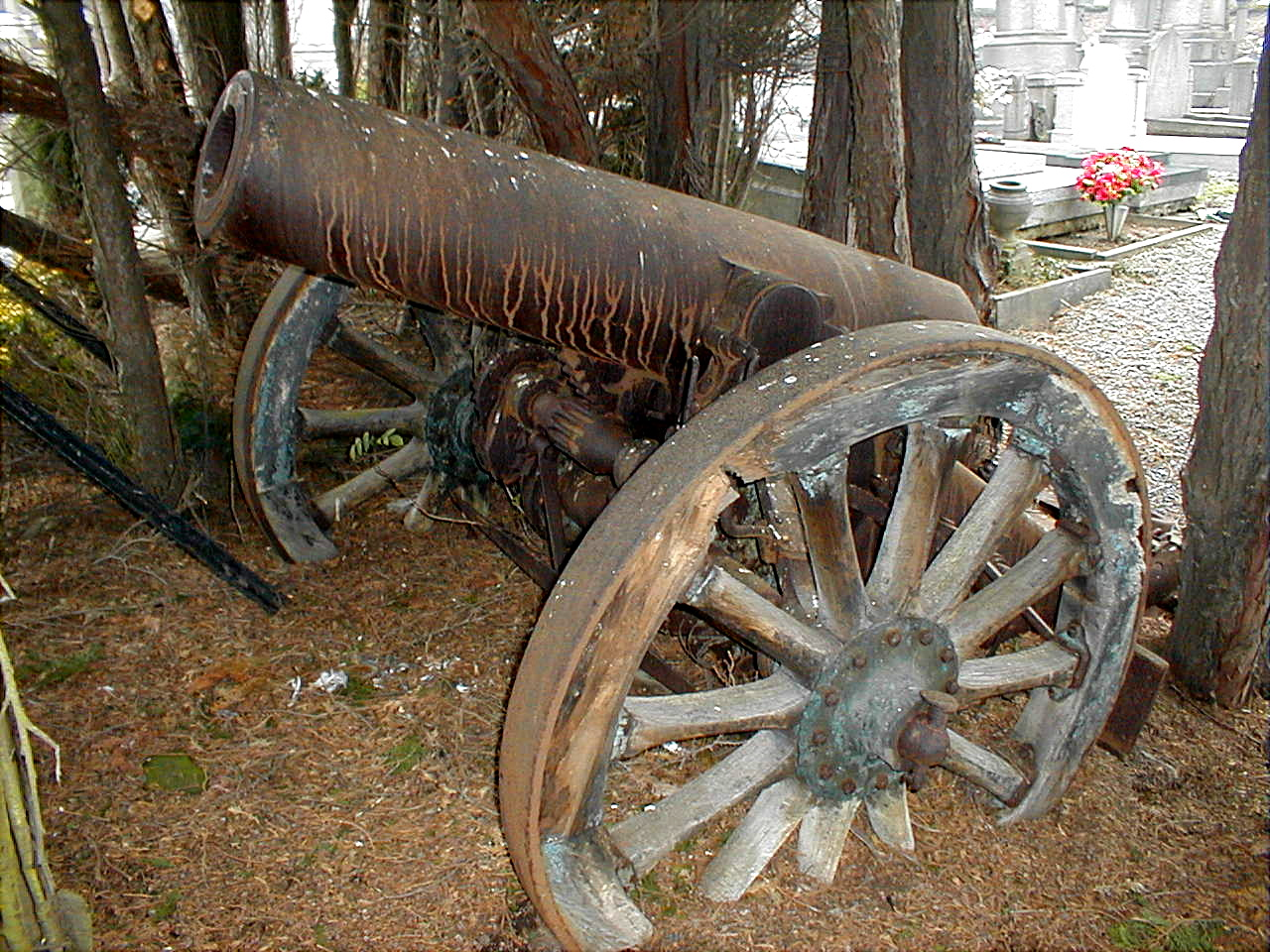
Canon dans le cimetière de Jemappes.
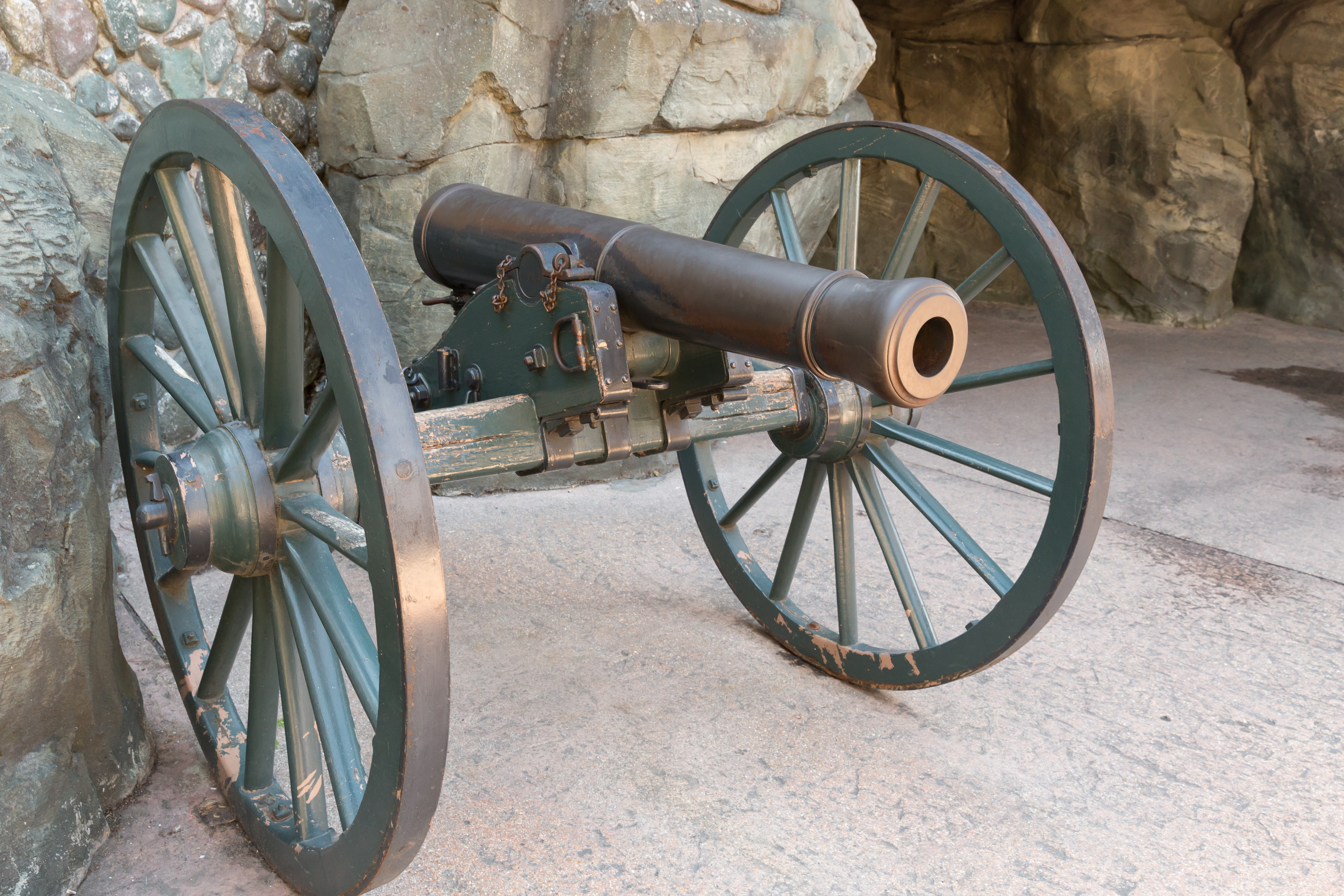
Canon obusier de 12 à Disneyland Paris.
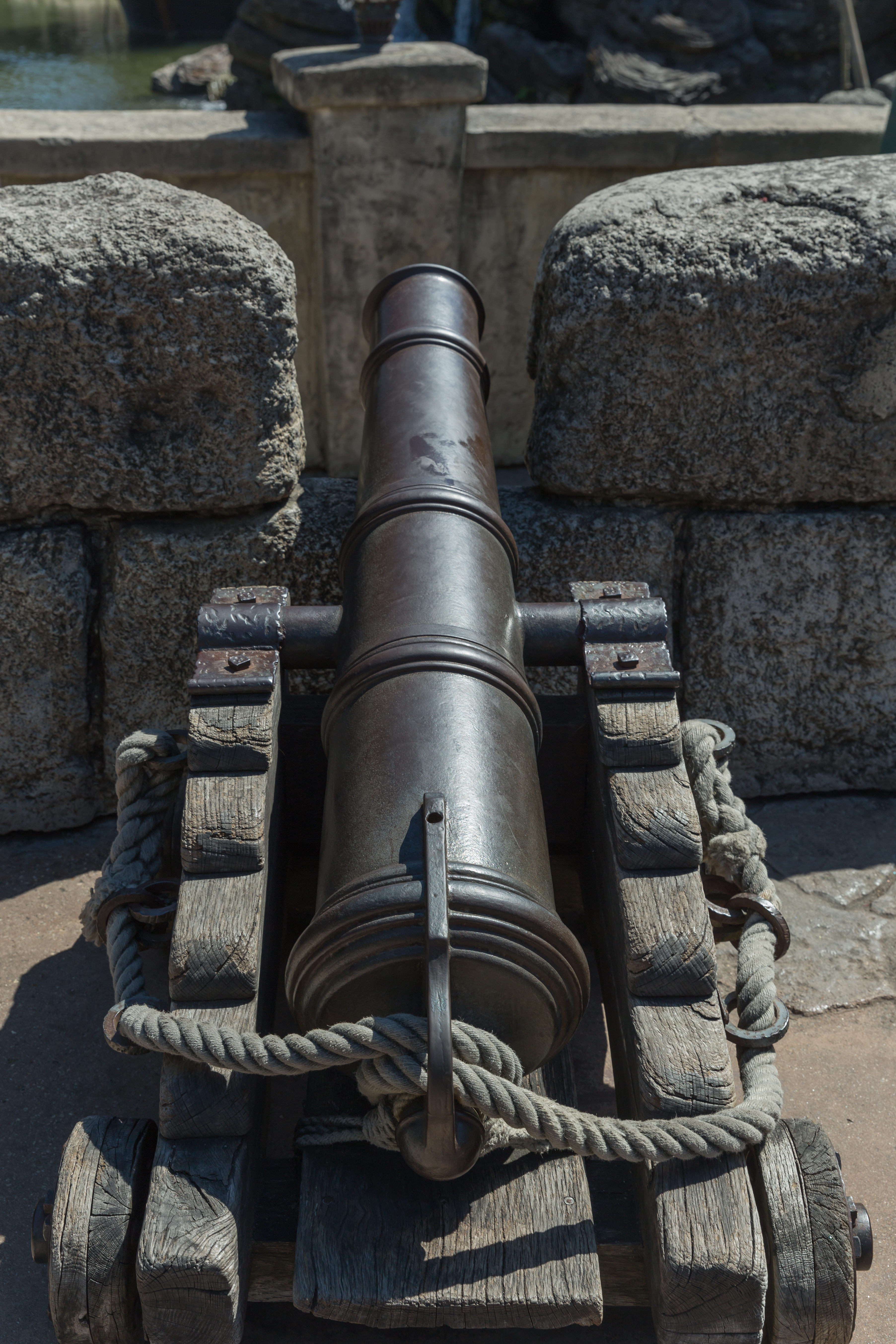
Canon de 12 livres à l'attraction La Plage des Pirates à Disneyland Paris.
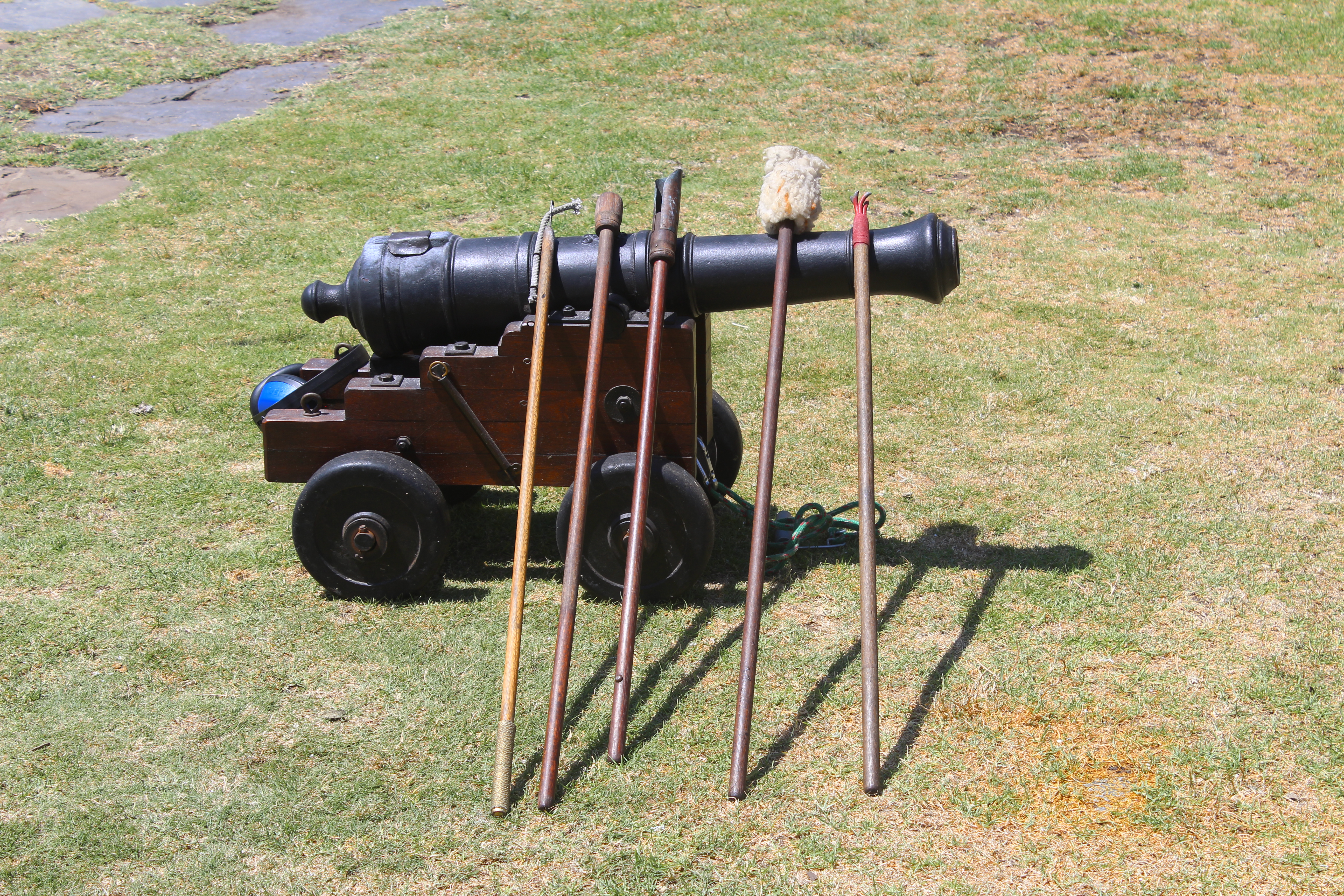
Canon britannique de 2 livres du XVIIIe siècle avec des outils à Fort de Bonne-Espérance, Le Cap.